# Нож для грейпфрута

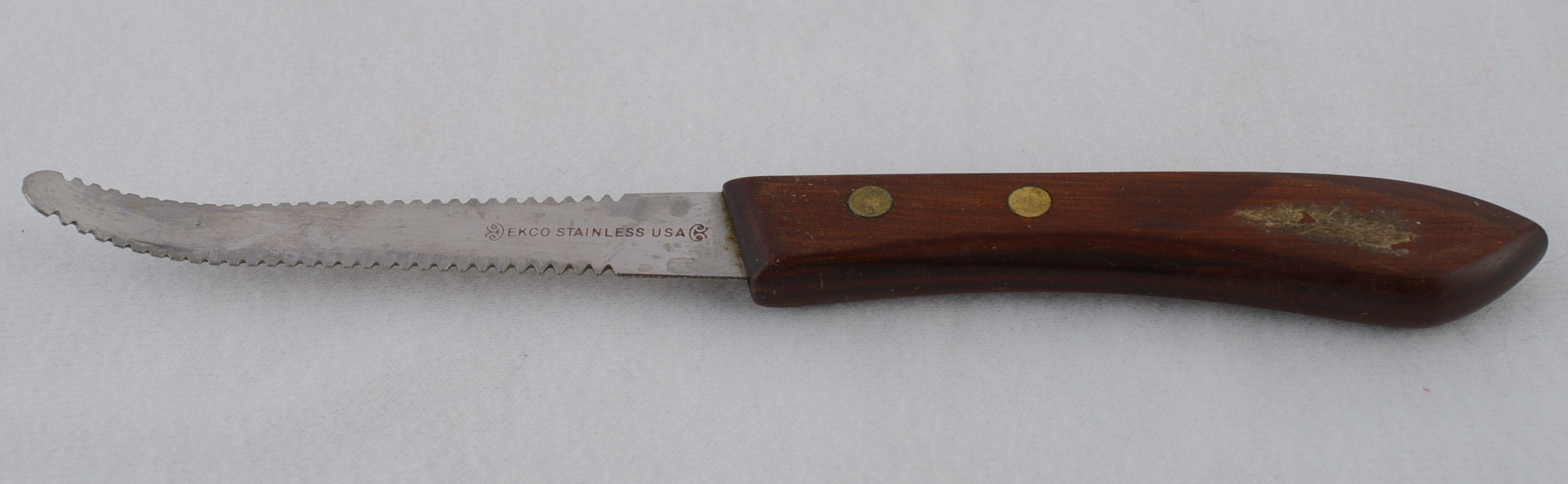
Нож для грейпфрута с деревянной ручкой

Нож для грейпфрута представляет собой особый тип ножа, разработанный специально для разделки фрукта. Небольшое изогнутое лезвие с зубчиками помогает равномерно обхватывать округлый фрукт и облегчает отделение кожицы и долек. Также термин «грейпфрутовый нож» может относиться к ножу с двумя короткими зубчатыми лезвиями, находящимися на расстоянии примерно в 2 мм друг от друга. Такой нож используется для отделения мембран, покрывающих дольки.
Существуют ножи, объединяющие оба типа: у них с одной стороны располагается двухстороннее изогнутое зазубренное лезвие, а с другой — сдвоенное.
Использование специальных ножей упрощает разделение долек грейпфрута и снятие кожицы, предотвращает повреждение мякоти фрукта, особенно если в распоряжении также имеется ложка для грейпфрута.